# Tom Coughlin
Thomas Richard Coughlin (Waterloo, 31 agosto 1946) è un allenatore di football americano statunitense che ha allenato i Jacksonville Jaguars e i New York Giants nella National Football League, vincendo due Super Bowl..

## Carriera professionistica come allenatore
Nel 1984 iniziò la sua carriera NFL con i Philadelphia Eagles come allenatore dei wide receiver.
Nel 1986 passò  ai Green Bay Packers assumendo lo stesso ruolo.
Nel 1988 passò ai New York Giants con lo stesso ruolo.
Nel 1995 divenne il capo allenatore dei Jacksonville Jaguars, chiuse la sua prima stagione con 4 vittorie e 12 sconfitte. Nel 1996 con 9 vittorie e 7 sconfitte, venne eliminato all'AFC Champiosnhip Game dai New England Patriots. Nel 1997 chiuse con 11 vittorie e 5 sconfitte, venne eliminato al Wild Card Game dai Denver Broncos. Nel 1998 vinse per la prima volta la Division Central della AFC con il record di 11 vittorie e 5 sconfitte, venne eliminato al Divisional Game dai New York Jets.
Nel 1999 vinse ancora la Division Central AFC con il record di 12 vittorie e 4 sconfitte, venne eliminato all'AFC Championship Game dai Tennessee Titans.
Nel 2004 passò ai New York Giants sempre come capo allenatore, chiuse la sua prima stagione con 6 vittorie e 10 sconfitte. Nel 2005 vinse per la prima volta la Division East della NFC con il record di 11 vittorie e 5 sconfitte, venne eliminato al Wild Card Game dai Carolina Panthers. Nel 2006 con 8 vittorie e 8 sconfitte, venne eliminato al Wild Card Game dai Philadelphia Eagles.
Nel 2007 con 10 vittorie e 6 sconfitte, arrivò a vincere il suo primo Super Bowl contro i New England Patriots.
Nel 2008 vinse la seconda volta la NFC East division con il record di 12 vittorie e 4 sconfitte, venne eliminato al Divisional Game dai Philadelphia Eagles. Nel 2011 vinse per la 3a volta la Division East NFC con 9 vittorie e 7 sconfitte. Nei playoff, i suoi Giants superarono gli Atlanta Falcons, i favoritissimi Green Bay Packers e i San Francisco 49ers nella finale della NFC, arrivando a disputare nuovamente il Super Bowl, vinto contro i Patriots per 21-17 il 5 febbraio 2012 ad Indianapolis.
Il 4 gennaio 2016, il giorno dopo il termine della stagione 2015, conclusa con un record di 6-10, Coughlin, malgrado un altro anno di contratto rimanente, si dimise dopo dodici stagioni da allenatore dei Giants. Dalla stagione 2017 a quella 2019 ha ricoperto il ruolo di vicepresidente esecutivo per le operazioni football dei Jacksonville Jaguars.

## Palmarès
- Super Bowl : 2 Vittorie del Super Bowl (XLII, XLVI)
- (2) Conference NFC (stagione 2007 e 2011)
- (3) Division East della NFC (stagioni 2005, 2008 e 2011)
- (2) Division Central della AFC (stagioni 1998 e 1999)

## Record come capo-allenatore
| Squadra    | Anno       | Stagione regolare | Stagione regolare | Stagione regolare | Stagione regolare | Stagione regolare | Playoff | Playoff | Playoff                                                      |
| Squadra    | Anno       | Vinte             | Perse             | Pari              | %                 | Posizione         | Vinte   | Perse   | Risultato                                                    |
| ---------- | ---------- | ----------------- | ----------------- | ----------------- | ----------------- | ----------------- | ------- | ------- | ------------------------------------------------------------ |
| JAX        | 1995       | 4                 | 12                | 0                 | .250              | 5° AFC Central    | -       | -       | -                                                            |
| JAX        | 1996       | 9                 | 7                 | 0                 | .563              | 2° AFC Central    | 2       | 1       | Uscì all'AFC Championship Game contro i New England Patriots |
| JAX        | 1997       | 11                | 5                 | 0                 | .688              | 2° AFC Central    | 0       | 1       | Uscì al Wild Card Game contro i Denver Broncos               |
| JAX        | 1998       | 11                | 5                 | 0                 | .688              | 1° AFC Central    | 1       | 1       | Uscì al Divisional Game contro i New York Jets               |
| JAX        | 1999       | 14                | 2                 | 0                 | .875              | 1° AFC Central    | 1       | 1       | Uscì all'AFC Championship Game contro i Tennessee Titans     |
| JAX        | 2000       | 7                 | 9                 | 0                 | .438              | 4° AFC Central    | -       | -       | -                                                            |
| JAX        | 2001       | 6                 | 10                | 0                 | .375              | 5° AFC Central    | -       | -       | -                                                            |
| JAX        | 2002       | 6                 | 10                | 0                 | .375              | 3° AFC Central    | -       | -       | -                                                            |
| Totale JAX | Totale JAX | 68                | 60                | 0                 | .531              |                   | 4       | 4       |                                                              |
| NYG        | 2004       | 6                 | 10                | 0                 | .375              | 2° NFC East       | -       | -       | -                                                            |
| NYG        | 2005       | 11                | 5                 | 0                 | .688              | 1° NFC East       | 0       | 1       | Uscì al Wild Card Game contro i Carolina Panthers            |
| NYG        | 2006       | 8                 | 8                 | 0                 | .500              | 3° NFC East       | 0       | 1       | Uscì al Wild Card Game contro i Philadelphia Eagles          |
| NYG        | 2007       | 10                | 6                 | 0                 | .625              | 2° NFC East       | 4       | 0       | Vinse il Super Bowl XLII contro i New England Patriots       |
| NYG        | 2008       | 12                | 4                 | 0                 | .750              | 1° NFC East       | 0       | 1       | Uscì al Divisional Game contro i Philadelphia Eagles         |
| NYG        | 2009       | 8                 | 8                 | 0                 | .500              | 3° NFC East       | -       | -       | -                                                            |
| NYG        | 2010       | 10                | 6                 | 0                 | .625              | 2° NFC East       | -       | -       | -                                                            |
| NYG        | 2011       | 9                 | 7                 | 0                 | .563              | 1° NFC East       | 4       | 0       | Vinse il Super Bowl XLVI contro i New England Patriots       |
| NYG        | 2012       | 9                 | 7                 | 0                 | .563              | 2° NFC East       | -       | -       | -                                                            |
| NYG        | 2013       | 7                 | 9                 | 0                 | .438              | 3° NFC East       | -       | -       | -                                                            |
| NYG        | 2014       | 6                 | 10                | 0                 | 0.375             | 3° NFC East       | -       | -       | -                                                            |
| NYG        | 2015       | 6                 | 10                | 0                 | 0.375             | 3° NFC East       | -       | -       | -                                                            |
| Totale NYG | Totale NYG | 102               | 90                | 0                 | .531              |                   | 8       | 3       |                                                              |
| Totale     | Totale     | 170               | 150               | 0                 | .531              |                   | 12      | 7       |                                                              |